# リワカ
リワカ（Riwaka）は、ニュージーランドの南島の北部、タスマン地方にある小さな町。タスマン湾に面し、モトゥエカの約5km北に位置する。また、リワカ川の河口に近い。
園芸が盛んであり、リンゴ・ナシ・キウイフルーツ・ホップなどを栽培する。またエイベル・タスマン国立公園などの近隣観光地へ向かう人のための宿泊施設があり、リワカ川源泉（リワカ・リサージェンス、英語: Riwaka Resurgence）へは徒歩で行くことができる。